# Carolina de Hesse-Homburgo
Carolina Ulrica Luísa de Hesse-Homburgo (em alemão:  Karoline Ulrike Luise; Homburgo, 26 de agosto de 1771 — Rudolstadt, 20 de junho de 1854) foi princesa consorte de Schwarzburg-Rudolstadt pelo seu casamento com Luís Frederico II de Schwarzburg-Rudolstadt, além de regente do principado de 1807 a 1814.

## Família
Carolina foi a primeira filha e segunda criança nascida do conde Frederico V de Hesse-Homburgo e de Carolina de Hesse-Darmstadt. Os seus avós paternos eram o conde Frederico IV de Hesse-Homburgo e Ulrica Luísa de Solms-Braunfels. Os seus avós maternos eram Luís IX, Conde de Hesse-Darmstadt e Carolina do Palatinado-Zweibrücken.

## Biografia
Aos 19 anos de idade, Carolina casou-se com o futuro príncipe Luís Frederico II, de 23 anos, no dia 21 de julho de 1791, em Homburgo. Ele era filho de Frederico Carlos de Schwarzburg-Rudolstadt e de Augusta de Schwarzburg-Rudolstadt.
O casal teve sete filhos, quatro meninos e três meninas. 
Seu marido faleceu em 28 de abril de 1807. Carolina atuou como regente de Schwarzburg-Rudolstadt em nome de seu filho, Frederico Gunter, até o seu aniversário de 21 anos, em 6 de novembro de 1814. 
A princesa faleceu em 20 de junho de 1854, aos 82 anos.

## Descendência
- Cecília de Schwarzburg-Rudolstadt (17 de julho de 1792 – 4 de março de 1794);
- Frederico Gunter de Schwarzburg-Rudolstadt (6 de novembro de 1793 – 28 de junho de 1867), sucessor do pai. Sua primeira esposa foi Augusta de Anhalt-Dessau, com quem teve três filhos. Sua segunda esposa foi Helena de Reina, com quem teve dois filhos, e por fim, foi casado com Marie Schultze. Teve mais três filhas de um relacionamento com Friederike Thorwar;
- Tecla de Schwarzburg-Rudolstadt (23 de fevereiro de 1795 – 4 de janeiro de 1861), foi esposa do príncipe Otão Vítor de Schönburg-Waldenburg. Teve descendência;
- Carolina de Schwarzburg-Rudolstadt (7 de novembro de 1796 – 18 de dezembro de 1796);
- Alberto de Schwarzburg-Rudolstadt (30 de abril de 1798 – 26 de novembro de 1869), sucessor do irmão. Foi marido de Augusta de Solms-Braunfels, com quem teve quatro filhos;
- Bernardo de Schwarzburg-Rudolstadt (23 de junho de 1801 – 26 de janeiro de 1816);
- Rodolfo de Schwarzburg-Rudolstadt (23 de junho de 1801 – 21 de julho de 1808).